# Teatro de Ópera y Ballet de Leópolis

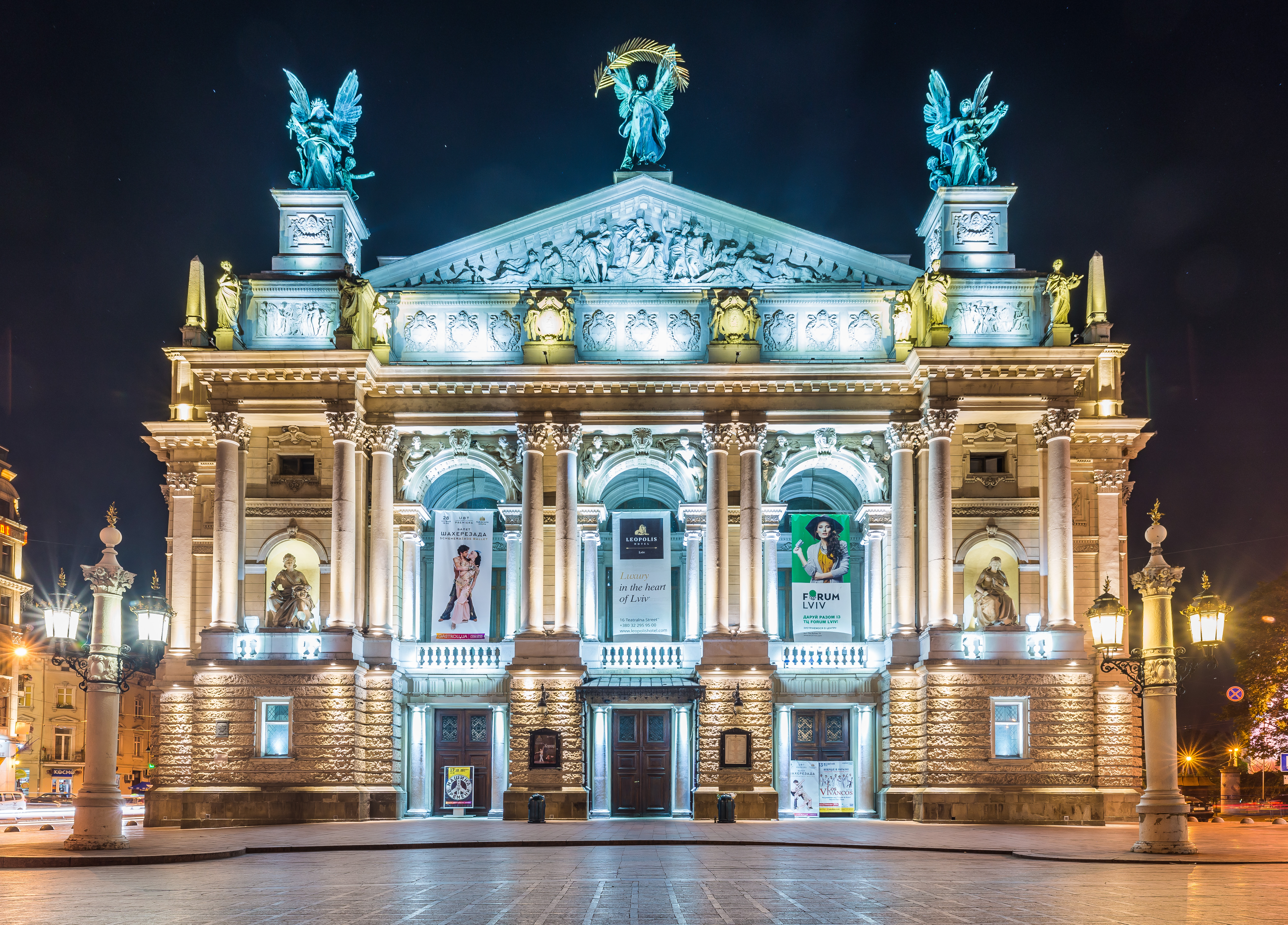
Fachada principal de la Ópera de Leópolis.

El Teatro de Ópera y Ballet Solomiya Krushelnitska, de forma simplificada Ópera de Leópolis (nombre oficial en ucraniano, Львівський Державний академічний театр опери та балету імені Соломії Крушельницької, transliteración Lvivskiy Derzhavniy akademichniy teatr operi ta baletu imeni Solomii Krushelnitskoi, en español Teatro de Ópera y Ballet Estatal Académico de Leópolis en nombre de Solomiya Krushelnitska) es el teatro de ópera más importante y con más tradición en la ciudad de Leópolis, Ucrania. El edificio fue construido entre 1897 y 1900 bajo el diseño del arquitecto polaco Zygmunt Gorgolewski. 
Ofrece regularmente un amplio y variado programa de ópera y ballet todo el año, en especial en verano. En sus más de cien años de existencia ha acogido un sinfín de renombrados compositores, cantantes, estrellas de ballet; ha visto innumerables óperas, operetas, conciertos y ballets, así como importantes obras dramáticas y hasta encuentros de mandatarios.
El teatro se encuentra en el extremo norte del bulevar de la Libertad (Проспект Свободи, Prospekt Svobody), en el centro de la ciudad.

## Historia
La construcción de la Ópera comenzó en junio de 1897 bajo los planos polémicos del arquitecto Gorgolewski que planteó levanvantar el edificio en el centro de la ciudad en un área pantanosa sobre el río Poltva (en la actualidad el río está completamente enterrado a su paso por la ciudad), único espacio libre a disposición. Para ello se tuvo que enterrar el cauce del río y desecar completamente la zona. Además, en vez de utilizar un fundamento tradicional, se usó uno de concreto. 
El teatro fue inaugurado el 4 de octubre de 1900 bajo el nombre de Gran Teatro Municipal (en polaco: Teatr Wielki; en ucraniano: Великий театр, Velikiy teatr) con el estreno de la ópera lírico-dramática Janek del compositor Władysław Żeleński.
En 1934 tuvo que cerrar sus puertas debido a una crisis financiera. En enero de 1939, tras la anexión del este de Polonia occidental a la URSS, el Gran Teatro fue rebautizado como Teatro de Ópera y Ballet de Leópolis, subordinado al Ministerio de Cultura de la RSS de Ucrania. En 1956 recibió el nombre del famoso poeta y escritor soviético Iván Frankó, con motivo del centenario de su nacimiento. Diez años más tarde, después de un periodo de gran éxito, obtuvo el estatus de Academia. Entre 1979 y 1984 el teatro fue cerrado por obras de restauración.
En el año 2000, después de un siglo de existencia, el edificio cambió de nombre y fue dedicado a la memoria de la gran cantante ucraniana de ópera Solomiya Krushelnitska, quien inició su impresionante carrera internacional precisamente en este teatro.

## Estilo
La Ópera fue erigida en estilo clasicista con reminisencias barrocas y renacentistas. La imposante fachada del teatro está ricamente decorada con numerosos nichos, columnas corintias, pilastras, balaustres, cornisas, estatuas y relieves. En las hornacinas y en la entrada principal hay figuras alegóricas representando la Comedia y la Tragedia. La parte alta de la cornisa está embelecida con figuras de musas. La construcción está coronada con largas estatuas de bronce que simbolizan la Gloria, la Poesía y la Música.
El interior está bellamente decorado con mármol de colores, pinturas ornamentales, esculturas, relieves, capiteles y molduras. El vestíbulo muestra una impresionante escalera de mármol que conduce a la parte superior. En la primera planta se encuentra la sala de los espejos, cuyos bellos frescos en el techo representan las cuatro estaciones personificadas en un niño con diferentes atributos.
El auditorio, que posee forma de lira, tiene unas medidas de 22,5 por 18,5 m y puede acoger unos mil espectadores. Consiste en el foso, la platea, los palcos inferior, superior y la galería. El techo muestra un gran fresco con nueve figuras alegóricas: Gracia, Música, Danza, Crítica, Drama, Inspiración, Inocencia, Ilusión, Confianza y una Ménades. En el centro del techo cuelga una lujosa araña, obra del mismo Gorgolewski. Sobre el palco escénico está el conjunto escultórico El genio con el ángel de Piotr Wojtowicz. En el telón está pintado el célebre Parnaso de Henryk Siemiradzki.